# .ru
‎.ru‏ دامنه اینترنتی اختصاص داده شده به کشور روسیه است.

## منبع
ویکی‌پدیای انگلیسی، نسخهٔ ۷ ژانویه ۲۰۰۷